# Oscar Persson
Oscar Persson (* 19. September 1992) ist ein schwedischer Skilangläufer.

## Werdegang
Persson kam im Dezember 2008 in seiner Heimat Schweden erstmals bei einem FIS-Nachwuchsrennen auf internationaler Ebene zum Einsatz. Im Februar 2009 gab er sein Debüt im Scandinavian Cup in Ulricehamn, kam aber nicht über die Qualifikationsläufe hinaus. Persson blieb vorerst im Nachwuchsbereich und startete erst im April 2012 erstmals bei den Schwedischen Meisterschaften der Senioren in Långberget. Beim 50-km-Rennen lief er als 42. ins Ziel. Im Januar 2013 gewann Persson den Stockholm Ski Marathon. Bei den Schwedischen Meisterschaften im Januar 2014 in Umeå verpasste er im Einzel und auch im Skiathlon zweimal nur knapp die Top 20. Wenige Wochen später gewann er den Mattila Ski Marathon. Im Februar 2015 lief Persson beim Orsa Grönklitt Ski Marathon nach 42 km als Zweiter ins Ziel. Beim Mattila Ski Marathon 2015 verteidigte er seinen Sieg aus dem Vorjahr.
Im Sommer 2015 startete Persson erstmals im Rollerski-Weltcup und feierte in Oroslavje beim 7 km Bergauf-Rennen seinen ersten Weltcup-Sieg. Im lettischen Madona stand er als Dritter erneut auf dem Podium. Im August feierte er beim Rennen in Idre ebenfalls einen Sieg. Bei den folgenden Rollerski-Weltmeisterschaften 2015 im Val di Fiemme gewann er im klassischen gelaufenen 10 km Bergrennen die Bronzemedaille.